# Christopher Ironside
Christopher Ironside FSIA 1970, OBE 1971, FRBS 1977 (11 iulie 1913 – 13 iulie 1992) a fost un pictor și gravor de monede englez, cunoscut mai cu seamă pentru reversurile monedelor britanice emise la decimalizarea din 1971.